# Frederick North, 2.º Conde de Guilford
Frederick North, 2º Conde de Guilford, KG, PC (13 de abril de 1732 – 5 de agosto de 1792), mais conhecido por seu título, Lorde North, usado entre 1752 e 1790, foi primeiro-ministro da Grã-Bretanha entre 1770 até 1782, e uma das grandes figuras da Guerra da Independência dos Estados Unidos da América.
Serve ao Parlamento entre 1754 a 1790, torna-se Chancellor of the Exchequer (Ministro das Finanças) em 1767. Quando o Duque de Grafton resigna-se do cargo, North forma novo Gabinete. Durante este período, seria muito criticado por não ter dado a devida importância às Treze Colônias americanas, que acabariam por declarar sua Independência. Não resistiu a uma derrota numa moção de censura.
Ainda voltaria ao poder, sendo Secretário do Interior do Governo do Duque de Portland.